# Tomiko Van
Tomiko Van (jap. 伴都美子 Ban Tomiko; ur. 9 stycznia 1979) – japońska piosenkarka. Wokalistka zespołu Do As Infinity.

## Kariera
Porzuciwszy naukę w szkole ogólnokształcącej Tomiko została śpiewaczką w lokalnym klubie. W maju 1999 roku wzięła udział w przesłuchaniu dla Dai Nagao i w ciągu dwóch dni nagrała pierwszy utwór z Do as Infinity. 
Po rozpadzie grupy Do as Infinity w 2005 roku rozpoczęła solową karierę. Jej pierwszy solo album FAREWELL został wydany 29 marca 2006 roku. Tomiko nagrała swoje teksty takie jak „Hold me” (Slow Dance OST, „A Dream is a Wish Your Heart Makes” (Cinderella DVD OST wydany w Japonii) oraz „Farewell” (który promował jej album). Utwory te znalazły się w albumie „Farewell”. Album osiągnął 7 miejsce pierwszego dnia sprzedaży na Oricon Ranking oraz 10 miejsce w pierwszym tygodniu sprzedaży. 
7 lipca 2006 roku Tomiko Van wydała swój pierwszy singel Flower, a pod koniec września na sklepowe półki trafił drugi singel 閃光 (Senkou, 27 września 2006). 29 listopada 2006 roku wydany został kolejny singel 夢路 (Yumeji). 
3 października Tomiko ogłosiła, że zadebiutuje jako aktorka w japońskim filmie „Heat Island” jako kierowniczka kawiarenki. Ponadto ogłosiła, że wystąpi w japońskiej wersji słynnego musicalu Brooklyn the Musical. Zapowiedziała także, że nie ma zamiaru żegnać się ze sceną muzyczną. 28 marca 2007 roku wydany został drugi album Tomiko zatytułowany Voice～cover you with love~.

## Single
| #                  | Informacje | Sprzedaż                |
| ------------------ | --- | ----------------------- |
| 1st / Debut Single | Flower - Wydany: 7 czerwca 2006 - Oricon Top 200 Weekly Peak: #10 - Tygodnie na liście przebojów Oricon: 6         | 18 802 sprzedanych płyt |
| 2nd                | Senkō 閃光 - Wydany: 27 września 2006 - Oricon Top 200 Weekly Peak: #14 - Tygodnie na liście przebojów Oricon: 2   | 12 196 sprzedanych płyt |
| 3rd                | Yumeji 夢路 - Wydany: 29 listopada 2006 - Oricon Top 200 Weekly Peak: #14 - Tygodnie na liście przebojów Oricon: 2 | 9646 sprzedanych płyt   |

## Albumy
| #                 | Informacje | Sprzedaż                |
| ----------------- | --- | ----------------------- |
| 1st / Debut Album | FAREWELL - Wydany: 29 marca 2006 - Oricon Top 200 Weekly Peak: #7 - Tygodnie na liście przebojów Oricon: 10 - Oricon Daily Chart #5                       | 36 591 sprzedanych płyt |
| Cover Album       | Voice～cover you with love~ - Wydany: 28 marca 2007 - Oricon Top 200 Weekly Peak: #22 - Tygodnie na liście przebojów Oricon: 1+ - Oricon Daily Chart: #13 | 9710 sprzedanych płyt   |

## Inne
- [2002.01.23] VARIOUS ARTISTS FEATURING songnation (track 5 again)
- [2002.03.06] Songnation 2 trance (track 7 again (tatsumaki remix))
- [2003.04.23] Cyber X feat. Tomiko Van – "Drive me nuts" [single]
- [2003.07.16] Cyber X – "Velfarre Cyber Trance 08 Best Hit Trance" (track 13 Drive me nuts (Dub Me Nuts Samba Edit))
- [2003.07.30] Cyber X – "Cyber X #01" (track 6 Drive me nuts)
- [2003.09.10] Cyber X – "Cyber X Presents J-Trance" (track 11 Drive me nuts (Cyber TRANCE mix))
- [2005.07.27] SLOW DANCE Original Soundtrack (track 15 Hold Me...)
- [2005.10.19] Cinderella Original Soundtrack Special Edition (track 35 A DREAM IS A WISH YOUR HEART MAKES)
- [2006.01.18] TRF – "Where to begin" (track 2 TRUTH '94 -meets Tomiko Van-)
- [2006.02.15] TRF – "Lif-e-Motions" (track 16 TRUTH '94 -meets Tomiko Van-)